# Paläolithische Befundfälschung in Japan
Bei der paläolithischen Befundfälschung (jap. 旧石器捏造事件, Kyū-Sekki Netsuzō Jiken, wörtlich: „Skandal um die Lüge über paläolithische Steinwerkzeuge“) handelt es sich um die Fälschung jung- und mittelpaläolithischer Artefakte auf japanischen Ausgrabungsstätten durch den Amateurarchäologen Fujimura Shin’ichi. Die Befundfälschungen wurden durch einen Artikel in der Mainichi Shimbun am 5. November 2000 bekannt. Die Entdeckung führte zu einem Skandal, der die Reputation der japanischen Forschung zur Altsteinzeit bis heute überschattet und der zudem eine Vielzahl von Fundstücken für die Forschung entwertete. Bis heute wird auch aus diesem Grund die Datierung des japanischen Jungpaläolithikums kontrovers diskutiert.

## Befundfälschungen
Shin’ichi Fujimura, war ein interessierter Laie, der sich seit den 1970er Jahren für Archäologie interessierte. Aus Interesse wirkte er als Hilfskraft an archäologischen Ausgrabungen mit. So kam er mit Forschern und Forschungsinstituten, besonders in der Präfektur Miyagi in Kontakt.
Fujimura gelang es, in kurzer Zeit sehr viele vermeintlich paläolithischer Steinwerkzeuge an den Ausgrabungsstätten zu entdecken. Das Interesse der Medien an Funden war groß, die "Entdeckungen" fanden unmittelbar Eingang in die Massenmedien. Seine Reputation als führender Amateur-Archäologe erreichte in den 1980er Jahren ihren Höhepunkt, als er den Beinamen „Hand Gottes“ (kami no te) erhielt.
Zusätzlich zur Öffentlichkeitswirkung der spektakulären Funde folgte häufig auch eine finanzielle Unterstützung der Grabungen durch offizielle Stellen. So wurde etwa Zazaragi (座散乱木遺跡, ~ iseki) vom Amt für kulturelle Angelegenheiten zur landesweiten historischen Stätte deklariert, womit eine finanzielle Förderung verbunden war. Ausstellungen wurden organisiert und die Funde für Touristen zugänglich gemacht.
Eine detaillierte wissenschaftliche Prüfung und Nachbereitung blieb hingegen weitgehend aus. Nur wenige Wissenschaftler, wie etwa Michio Okamura wiesen in Aufsätzen auf Unstimmigkeiten in der Befundsituation hin. Die Datierung der Funde erfolgte zu dieser Zeit vornehmlich anhand stratigraphischer Kriterien. Als Leithorizonte dienten hierzu die Ablagerungen von Vulkanasche. Die wichtigste dieser Ascheschichten ist die Aira-Tanazawa-(AT)-Schicht, die sich ca. 26.000 bis 29.000 Jahre vor heute nach einem Ausbruch der Aira-Caldera abgelagert hat. Wie sich später herausstellte, hatte Fujimura nicht etwa die Artefakte selbst gefälscht, vielmehr handelte es sich in der Tat um archäologische Fundstücke, jedoch meist deutlich jüngere, der Jōmon-Zeit zuzuordnende Steingeräte. Dadurch, dass Fujimura diese Funde in tiefere Erdschichten als die, in denen er sie tatsächlich gefunden hatte, einlegte, verfälschte er die Auffindsituation und letztlich die Datierung. Aus diesem Grund spricht man auch von Befundfälschung.

## Entdeckung
Am 5. November 2000 entlarvte die Tageszeitung Mainichi Shimbun in ihrer Morgenausgabe Fujimuras Fälschungen. Zu diesem Zeitpunkt war Fujimura stellvertretender Vorsitzender der „Tōhoku Forschungsstelle für paläolithische Steingerätekulturen“ (東北旧石器研究所, Tōhoku Kyūsekki Bunka Kenkyūjo), einer NGO Forschungsstelle. Um Gerüchten über Fälschungen auf den Grund zu gehen, hatten Reporter der Zeitung auf den Grabungsstätten Kamitakamori, Präfektur Miyagi, und Sōshin Fudōzaka auf Hokkaidō versteckte Kameras installiert, die Fujimura beim Vergraben und (Wieder)auffinden der Fundstücke aufnahmen.
Mit dem Artikel und den Aufnahmen konfrontiert, gestand Fujimura in einer der Veröffentlichung folgenden Pressekonferenz die Befundfälschungen ein. Seine anfängliche Behauptung, nur an diesen beiden Orten Fälschungen vorgenommen zu haben, stellte sich bald als falsch heraus.

## Folgen
Die Entdeckung der Fälschungen schockierte die japanische Öffentlichkeit. Auch ausländische Medien nahmen regen Anteil an dem skandalösen Vorfall. Fujimura wurde von seinen Pflichten als Vorsitzender der Forschungsstelle entbunden. Ein Sonderuntersuchungsausschuss wurde gebildet, der nahezu alle Funde Fujimuras als Fälschungen identifizierte. Fujimura hatte in über 60 Fällen Artefakte vergraben, um sie entweder sogleich oder zu einem späteren Zeitpunkt wiederaufzufinden. Er wurde aus der „Japanischen Archäologischen Gesellschaft“ ausgeschlossen. Die Befundfälschungen konnten nie strafrechtlich verfolgt werden.
Viele der Fundstätten, die nach Fujimuras Entdeckungen zu nationalen historischen Stätten deklariert worden waren, verloren infolge der Befundfälschungen ihren Status wieder und die damit verbundene Förderung. Alle betroffenen Grabungsstätten inklusive der Funde wurden als bedeutungslos eingestuft. Damit ist die Erforschung des japanischen Paläolithikums de facto wieder auf den Anfang zurückgeworfen worden.
In einer nachträglichen Betrachtung macht Takashi Inada vier Gründe dafür aus, dass die Befundfälschungen über lange Zeit unentdeckt blieben:
1. Nachlässigkeit bei der fotografischen Erfassung und schriftlichen Dokumentation; Vergleiche der Befundsituationen wurden nicht angestellt.
2. Kratzer und Linien von Limonit an den Steingeräten wurden übersehen. Diese Schäden, die durch landwirtschaftliche Nutzmaschinen hervorgerufen worden waren, hätten die Befundsituation in Frage gestellt.
3. Unzureichende typologische Erforschung der Steingeräte. Die Ähnlichkeiten der gefundenen Steinwerkzeuge zu jōmonzeitlichen Funden war bisweilen zwar erkannt, doch verschwiegen worden.
4. Grabungsergebnisse wurden sofort als vollendete Tatsachen von der Gesellschaft übernommen, Meinungen von Grabungsteams wurden von Massenmedien aufgegriffen ohne ausreichende fachliche Diskussion. Die Fundstücke wurden schnell ausgestellt, was auch zu einer raschen Deklaration der Fundplätze führte. Es mangelte an interdisziplinärer Zusammenarbeit zur vollständigen Interpretation der Funde.